# Małgorzata Francuska
Małgorzata Francuska zwana The Pearl of France czyli Francuską Perłą, fr. Marguerite de France (ur. 1282, zm. 14 lutego 1317 w Londynie) – córka króla Francji – Filipa III Śmiałego i jego drugiej żony – Marii Brabanckiej. Przyrodnia siostra króla Francji Filipa IV Pięknego. Królowa Anglii jako druga żona króla Edwarda I.
Początkowo owdowiały Edward I miał poślubić piękną Blankę, starszą siostrę Małgorzaty. Z Francji do Anglii miał ją przywieść młodszy brat Edwarda – Edmund Crouchback, ale Filip IV Piękny (przyrodni brat Blanki i Małgorzaty) obiecał Blankę wydać za Rudolfa Habsburga. 55-letniemu Edwardowi zaproponował w zamian 11-letnią Małgorzatę. Na wieść o tym Edward wypowiedział Francji wojnę i stanowczo odmówił poślubienia Małgorzaty. Jednak po pięciu latach obaj królowie zawarli traktat pokojowy w Montreuil.
Ślub 16-letniej Małgorzaty i 60-letniego Edwarda odbył się 8 września 1299, w Canterbury. Król szybko wrócił do szkockiej granicy i kontynuował swoją kampanię, a Małgorzata została sama w Londynie. Dopiero po kilku miesiącach, znudzona i samotna, młoda królowa zdecydowała się dołączyć do swojego męża. Edward jako wdowiec po Eleonorze Kastylijskiej, miał już dzieci z pierwszego małżeństwa. Małgorzata szybko zaprzyjaźniła się ze swoją pasierbicą Marią, Benedyktynką, która była od niej starsza o 2 lata. Ze swoim pasierbem, Edwardem (który był od niej 2 lata starszy), okazywali sobie widoczną czułość; on kiedyś przekazał jej w darze drogi rubin i złoty pierścień, a ona ocaliła przyjaciół księcia od gniewu króla. Edward był bardzo zadowolony widząc, jak Małgorzata otacza opieką jego dzieci z pierwszego małżeństwa.
Edward zmarł w 1307, kiedy Małgorzata miała zaledwie 26 lat. Nigdy nie wyszła ponownie za mąż, zamieszkała na stałe w Marlborough Castle, a pieniądze wydawała na pomoc biednym. Zmarła zaledwie 10 lat po swoim mężu, w wieku 36 lat. Została pochowana w Greyfriar's Church, w Greenwich.

## Dzieci Małgorzaty i Edwarda I
- Tomasz z Brotherton (1300–1338), hrabia Norfolk,
- Edmund z Woodstock (1301–1329), hrabia Kentu,
- Eleonora (ur. 4 maja 1306, Winchester – 1311, Amesbury).